# Aleksandar Veliki
 Ovo je glavno značenje pojma Aleksandar Veliki. Za druga značenja pogledajte Aleksandar Veliki (razdvojba).
Aleksandar III. Veliki (poznat i kao Aleksandar Makedonski; Pela, ljeto 356. pr. Kr. – Babilon, 13. lipnja 323. pr. Kr. ↓a), makedonski vladar od 336. do 323. pr. Kr. i član vladarske dinastije Argeada. Kao zapovjednik udružene vojske grčkih država osvojio je veliko Perzijsko Carstvo, Egipat te s vojskom došao do Indije. Nakon njegove smrti, u 32. godini života, njegovo se carstvo raspalo u ratovima njegovih vojskovođa odnosno dijadoha.

## Aleksandrovo djetinjstvo
Aleksandarovi roditelji bili su makedonski kralj Filip II. Makedonski i epirska princeza Olimpijada. U mladosti mu je učitelj bio čuveni grčki filozof Aristotel. Aleksandrova sestra zvala se Kleopatra. Aristotel ga je nadahnuo pričama o Homeru i Ilijadi, a posebno ga je nadahnuo Ahilej u kojem je vidio i svog uzora, pa je čak kao što je Ahil zavezao mrtvog Hektora za konja i vukao ga oko Troje i sam Aleksandar zavezao jednog svog protivnika i vukao ga, samo što je taj, za razliku od Hektora, još bio živ. Aristotel je napustio kraljevski dvor 340. pr. Kr. i od tada Aleksandar sudjeluje u državnim poslovima. U bitci kod Heroneje, 338. pr. Kr., gdje je Filip II. pobijedio udružene Atenu i Tebu, Aleksandar je zapovjednik lijevog krila.
Kada se Filip rastao od Olimpijade i ponovo oženio drugom, te dobio sina, Aleksandar se s ocem žestoko posvađao. Isprva je Aleksandar otišao s majkom u Epir. Ipak, ubrzo se vratio u Makedoniju i pomirio s ocem. Filipa je 336. pr. Kr. ubio njegov sluga Pausinas. Budući da je i ovaj odmah ubijen, pozadina ubojstva nikad nije riješena. Aleksandar se odmah, uz podršku vojske, a bez veće opozicije, proglasio kraljem. U to vrijeme Makedonija imala je veliku vojnu premoć nad Grčkom pa se moglo krenuti na veliki vojni pohod na Perziju.

## Dolazak na vlast
Aleksandar je najprije došao u Korint, gdje je od izaslanika svih grčkih gradova, osim Sparte, imenovan vrhovnim vojnim zapovjednikom u pohodu na Perziju. Taj pohod planirao je prije smrti i Filip II. Zatim je otišao na sjever i porazio plemena Tribale i Ilire. Međutim su se u Grčkoj počele širiti glasine o njegovoj smrti pa se grad Teba spremao na ustanak. Aleksandar je munjevito stigao pred Tebu i zahtijevao neka se grad preda. Kada su ovi to odbili, zauzeo je grad silom. Nekoliko tisuća Tebanaca okrutno je ubijeno, a svi preživjeli stanovnici prodani su u robove. Cijeli grad je – osim hramova, razrušen, a svaki kamen u gradu preokrenut. Nakon toga ostali su se gradovi u Grčkoj pokorili Makedoniji.
Od samog početka Aleksandrove vladavine i ratovanja važnu ulogu imao je njegov savjetnik za odnose s javnošću Kalisten koji je bio i izvjestitelj s ratišta.

## Aleksandrovi vojni pohodi
334. pr. Kr. Aleksandar je napokon krenuo u pohod na Perziju. Upravu Makedonije povjerio je Antipateru. Antipater je, za održavanje mira u Grčkoj, raspolagao vojskom od 13.000 ljudi. Jačina vojske pod Aleksandrom bila je oko 30.000 pješaka i 5.000 konjanika. To je uključivalo oko 15.000 Makedonaca, 7.000 iz grčkih gradova, a ostalo plaćenici. Drugi po položaju u makedonskoj vojsci bio je iskusni vojskovođa Parmenion. Perzijsko Carstvo je bilo u velikoj krizi. Lokalni satrapi su u gradovima i pokrajinama vladali praktički samostalno. Zbog toga Perzijanci nisu imali veliku kopnenu vojsku, tek mornaricu.
Prvi sudar s perzijskom vojskom bila je bitka kod Granika, 334. pr. Kr. Makedonska falanga pokazala se superiorna Perzijancima i Aleksandar je ostvario potpunu pobjedu.
Zarobljenici su poslani u Grčku svezani u lancima. Mnogi gradovi u Maloj Aziji otvorili su Aleksandru vrata i dočekali ga kao spasitelja. Oni koji su pružali otpor bili su zauzeti silom i surovo kažnjeni. U osvojenim gradovima Aleksandar je izbacivao tirane i uspostavljao demokratska uređenja. Time se osigurao od eventualnih pobuna. U jednom gradu u Perziji je, da bi ujedinio istok i zapad, napravio veliko vjenčanje. Tisuću njegovih vojnika vjenčalo se s tisuću Perzijanki.
Aleksandar je odbijao pomorsku bitku s Perzijancima, već je išao na osvajanje pomorskih gradova. Time je suzio prostor perzijskoj floti. Prilikom ulaska u grad Gordion, Aleksandar je mačem presjekao čuveni Gordijski čvor. Prema legendi onaj koji razriješi ovaj zamršen čvor vladat će svijetom. Presijecanjem čvora, Aleksandar je tako ispunio proročanstvo. Darije III., perzijski kralj, poražen je i u drugoj bitci kod Isa, 333. pr. Kr. Darije je pobjegao, ali je njegova obitelj zarobljena. Odbivši sve Darijeve ponude za pregovore, vojni pohod se nastavio. 332. pr. Kr. Aleksandar je bez otpora ušao u Egipat, gdje su ga slavili kao osloboditelja dok su mu egipatski svećenici ukazali "božanske počasti". U Egiptu je osnovao grad Aleksandriju, 331. pr. Kr. Kroz cijeli svoj pohod Aleksandar je osnovao nekoliko desetaka gradova,većinom iz vojnih razloga. Mnogi od njih su se zvali Aleksandrija. U međuvremenu, Antipater je u Grčkoj porazio spartanskog kralja Agisa III. u bitci kod Megalopolisa, 331. pr. Kr., pa je pohod mogao biti mirno nastavljen.
Teško pristupačan i okružen morem grad Tir se odbijao predati. Opsada Tira trajala je sedam mjeseci, ali je zauzet 332. pr. Kr. Nakon zauzimanja grada oko 10.000 ljudi je masakrirano a svi preostali, oko 30.000, prodani su kao robovi. Krenuvši dalje na istok, Aleksandar je porazio Darija III. u bitci kod Gaugamele i zauzeo Perzepolis 331. pr. Kr. nakon iscrpljujuće bitke kod Perzijskih vrata gdje ga je mjesec dana zadržao Ariobarzan. Kada se Darije htio predati ubio ga je njegov sluga Bes i proglasio se njegovim nasljednikom kao Artakserkso V. Besa su 329. pr. Kr. uhvatili Makedonaci i pogubili ga. Time je Perzijsko Carstvo bilo osvojeno. Aleksandar se proglasio nasljednikom Ahemenidskog Perzijskog Carstva i Babilon proglasio glavnim gradom svog carstva.
327. pr. Kr. Aleksandar je krenuo u novi vojni pohod, dalje na istok. Premda je ukupni broj ljudi iznosio više od 100.000 to je uključivalo i žene, djecu, zabavljače i ino. Vojna sila bila je oko 40.000 vojnika. Istočne dijelove bivšeg Perzijskog Carstva osvojio je bez većeg otpora. Dočekao ga je indijski vladar Pors velikom vojskom koja je uključivala i 200 ratnih slonova. Bitka kod Hidaspa, 326. pr. Kr., bila je krvava. U toj bitci poginuo je njegov slavni konj Bukefal. Slonovi su nabijali Makedonce kljovama dok su Makedonci slonove tjerali bakljama. U pomutnji koja je nastala slonovi su gazili i jedne i druge. Aleksandar je ipak pobijedio i zarobio Pora, a zatim oslobodio i prepustio civilnu upravu zemlje. U Indiji se sukobio i s Radžom koji je imao 50.000 pješaka i brojne ratne slonove. Aleksandar je svejedno pobijedio, ali ga se toliko dojmila Radžina hrabrost i to što mu se suprotstavio te ga nije ubio nego mu je vratio cijelo kraljevstvo. Koliko je daleko na istok dospio, nije poznato. Kada je Aleksandar namjeravao ići dalje na istok do kraja svijeta vojska je počela pokazivati znakove da postoji mogućnost pobune. Surova klima i tropske kiše smanjile su vojni moral. Aleksandar je pristao na povratak u Babilon. Prema legendi, kada su ga vojnici odbili slijediti i odbacili oružje, Aleksandar se zatvorio u svoj šator i počeo plakati. 323. pr. Kr. Aleksandar je planirao vojni pohod na sjever Afrike. Vojska je već bila spremna, ali je Aleksandar iznenada umro.

### Aleksandrova smrt
Aleksandar je umro u 32. godini života. Vraćajući se u Babilon, jedne noći nakon pijanke obolijeva, te je nakon 11 dana groznice umro. Neki povjesničari navode kako je uzrok njegove smrti groznica ili tifus. Sumnja se i da je Aleksandra netko od njegovih vojnika ubio ili otrovao zato što su ga morali obožavati kao boga, no tu drugu teoriju neki povjesničari demantiraju jer smatraju da bi mu vojnici dali veću dozu otrova, od koje bi umro odmah, a ne nakon 11 dana.

## Vladanje velikim carstvom
Nakon povratka iz Indije, Aleksandar je brzo i okrutno ponovo uspostavio svoj autoritet. Trećina satrapa u provincijama je smijenjena, a mnogi su osuđeni na smrt i smaknuti. Aleksandar je imao namjeru udružiti Makedonce i Perzijance u jedan narod i time spriječiti buduće sukobe. Zbog toga su svi njegovi makedonski vojnici i časnici, na njegov nagovor, uzimali za žene Perzijanke. Zatim je počeo primati Perzijance u vojsku pod istim (povlaštenim) uvjetima kao i Makedonce. Kada je Aleksandar odlučio oko 9.000 makedonskih vojnih veterana vratiti u Makedoniju, u vojsci je izbila pobuna. Pobunila se cijela makedonska vojska osim Aleksandrove tjelesne straže. Aleksandar je cijelu vojsku raspustio, a uzeo u službu Perzijance. Zatim je organizirao veliki banket za oko 9.000 ljudi. Time se situacija smirila. Vojni veterani su se mirno s darovima i pod vodstvom Kratera vratili kućama.

## Mjesto i značenje u povijesti
Aleksandar spada među najznačajnije osobe u ljudskoj povijesti, uz Kira Velikog smatra ga se najvećim osvajačem starog vijeka. U 13 godina, koliko je vladao, stvorio je jedno od najvećih carstva u povijesti (uz Perzijsko i Rimsko Carstvo). Ta se država prostirala sve od Makedonije do Indije. Iako se njegovo carstvo raspalo gotovo odmah nakon njegove smrti posljedice njegovih osvajanja bile su dalekosežne. Ahemenidska dinastija u Perziji, prestala je postojati. Aramejski jezik, službeni jezik u Perziji potisnut je u korist jezika koine. Osnivanjem gradova potaknuo je razvoj trgovine i općenito ekonomiju. Od 334. pr. Kr., kada je Aleksandar krenuo na Perziju, računa se početak novog povijesnog razdoblja koje se zove helenizam. Aleksandar se ubraja i među najveće vojne genije. Mnogim slavnim vladarima i vojskovođama, npr. Gaj Julije Cezar, upravo je on bio životni uzor.
Legenda o Gordijskom čvoru najbolje opisuje način njegova vladanja tj. ljudi su ga morali prihvatiti i njega i način vladanja, no oponašajući politiku svog uzora Kira Velikog on ih uglavnom nije tlačio već poštovao. Zalagao se za helenizam ali je na sve važnije položaje u vojsci i administraciji postavljao uglavnom Makedonce. Učitelj mu je bio Aristotel. Aleksandar je specifičan po tome što je gradovima koje je stvarao davao ime Aleksandrija, tako da je ukupno bilo 70 Aleksandrija, od Egipta do sjevera Afganistana.

## Aleksandrova obitelj
Buran mu je bio i privatni život. Ženio se dva puta i imao brojne ljubavnice. Postoje i informacije o homoseksualnim sklonostima (Varia Historia, 12.7). Prva žena, baktrijska princeza Roksana rodila je nakon njegove smrti Aleksandra IV. Makedonskog. Druga žena mu je bila Stateira II., kćer Darija III. koju će Roksana zajedno s drugom kćerkom Darija dati pogubiti odmah nakon smrti Aleksandra. Sa svojom ljubavnicom Barsinom imao je sina Herakla. Potomci Aleksandra zajednom s Roksanom bit će otrovani ili ubijeni između 310. pr. Kr. i 309. pr. Kr. po nalogu regenta Makedonije Kasandera u njegovu neuspjelom pokušaju osnivanja, nakon ženidbe s Tesalonikom, sestrom Aleksandra Velikog, vlastite dinastije.

## Aleksandar u suvremenoj kulturi
O Aleksandru Velikom napisani su sljedeći romani:
- Aleksandrida je srednjovjekovni roman o Aleksandru Velikomu i njegovu osvajanju svijeta.

O Aleksandru Velikom snimljeni su sljedeći filmovi:
- Aleksandar Veliki (Alexander the Great) iz 1956. godine u režiji Roberta Rossena s Richardom Burtonom u glavnoj ulozi.
- Aleksandar (Alexander), 2004. godine u režiji Olivera Stonea s Colinom Farrellom u glavnoj ulozi.